# ابراهیم ویکتوری
ابراهیم ویکتوری (بهمن ماه ۱۳۱۲) پژوهشگر فضایی، نویسنده و برنامه‌ساز تلویزیونی ایرانی مقیم لوس آنجلس امریکا ست.

## زندگینامه
ابراهیم ویکتوری در ۱۲ بهمن ماه ۱۳۱۲ خورشیدی در تهران چشم به جهان گشود. آموزش ابتدایی را در دبستان کوروش، و دورهٔ متوسطه را در دبیرستان فیروز بهرام تهران گذراند. در سال ۱۳۳۱ برای تحصیلات راهی آمریکا شد. پس از یک سال آموختن زبان انگلیسی، در دانشگاه معروف ام‌آی‌تی پذیرفته شد. در طی پنج سال بعد درجات لیسانس و فوق لیسانس را در رشتهٔ مهندسی مکانیک در گرایش‌های تخصصی فن‌آوری نساجی و آیرودینامیک به‌دست آورد. در طی دو سال آخر دانشگاه، ضمن تدریس در بخش نساجی دانشگاه ام-آی-تی، برای پروژه پژوهشی متعلق به نیروی هوایی ایالات متحده آمریکا در دانشگاه، تونل بادی برای آزمایش پارچه‌های چتر نجات طراحی کرد.

## فعالیت‌ها
در خلال سال‌های ۱۳۳۶ تا ۱۳۵۴ او به‌عنوان مشاور فنی، تحقیقاتی پیرامون آثار سلاح‌های اتمی (برای نیروی هوایی آمریکا)، موتورهای بی صدا (برای نیروی دریایی آمریکا)، و ناپایداری احتراق در موتورهای موشک (برای سازمان ناسا) به انجام رسانید. او همچنین برای شرکت جانسون و جانسون و دیگر شرکت‌های صنعتی امریکایی در زمینهٔ توسعه تولیدات فعالیت نمود.
در سال ۱۳۵۶ به ایران بازگشت و در یک شرکت ایرانی وابسته به وزارت کشاورزی مشغول به‌کار شد و سرانجام در سال ۱۳۵۸ بار دیگر به آمریکا بازگشت و به تأسیس شرکت شخصی‌اش مبادرت نمود که طراحی نرم‌افزارهای ویژه برای شرکت‌های متوسط را انجام می‌داد.
ابراهیم ویکتوری در برخی از برنامه‌های رادیو و تلویزیون ایرانی برون‌مرزی شرکت و پیرامون سفر در فضا، ستاره شناسی و کیهان شناسی با آنان گفتگو نموده و به اجرای برنامه تلویزیونی ای در شبکه کانال یک بنام شگفتیهای جهان پرداخته است.

## عضویت
- اعضاء کنونی
  - عضو انجمن سیگما سای
- عضویت پیشین
  - انجمن موشکی امریکا
  - مؤسسه هوانوردان و علوم فضایی امریکا
  - جامعه فضانوردی آمریکا
  - جامعه فیزیک آمریکا
  - انجمن مکتشفین

## آثار
ابراهیم ویکتوری بیش از ۵۰ مقاله علمی دربارهٔ پژوهشهای خود منتشر نموده‌است. علاوه بر این طی ۱۵ سال اخیر بیش از ۵۰۰ مقاله متنوع و گوناگون به زبان ساده درباره سفر در فضا، و دو علم ستاره‌شناسی و کیهان‌شناسی در نشریات فارسی زبان آمریکا ارائه داده‌است.

## کتاب‌های چاپ شده
- شگفتی‌های جهان
- اسرار کائنات بخش نخست
- اسرار کائنات بخش دوم
- خدا، دین و علم
- تجلی کیهانی

چهار کتاب نخست ابراهیم ویکتوری مجموعه‌ای از ۶۰ مقالهٔ پیشتر انتشار داده او می‌باشند که به دو زبان فارسی و انگلیسی و به‌همراه بیش از یکصد عکس کیفیت بالای رنگی از فضا و موضوعات مرتبط انتشار یافته‌اند. کتاب خدا، دین و علم از این نظر از سه کتاب پیشین متمایز است که به مطالب بنیادی‌تر از جمله تمایز خدا و پروردگار می‌پردازد. آخرین کتاب با هدف جداسازی واقعیات از افسانه‌سرایی‌ها در مورد فضا نگاشته شده‌است.

## پیوندهای بیرونی
- وب‌گاه اختصاصی ابراهیم ویکتوری